# J/TPS-102
J/TPS-102は、航空自衛隊で運用されているレーダー装置。3次元レーダーであり、製造は日本電気。

## 概要
シリンドリカル・アクティブ・フェーズドアレイ・アンテナを採用し、全方位・仰角電子走査方式により、従来の移動レーダより目標の捕捉・追尾能力、ECCM性等を向上している。自動警戒管制組織との自動連接が可能。監視装置、中継装置、統制装置で構成される。製造契約は平成元年度から平成12年度にかけて行われた。
悪天候であっても影響を受けにくい構造になっている。発射電波による人体への影響がないと確認されている。

## 配備
- 北部航空警戒管制団
  - 第1移動警戒隊（千歳基地）
- 中部航空警戒管制団
  - 第2移動警戒隊（入間基地）
- 西部航空警戒管制団
  - 第3移動警戒隊（春日基地）
- 南西航空警戒管制団
  - 第4移動警戒隊（那覇基地）
  - 第53警戒隊与那国分遣班（与那国駐屯地）